# أغلال الباشا (تاناكامت)
أغلال الباشا هو دُوَّار يقع بجماعة بني زولي، إقليم زاكورة، جهة درعة تافيلالت في المملكة المغربية. ينتمي الدوّار لمشيخة تاناكامت التي تضم 7 دواوير. يقدر عدد سكانه بـ 385 نسمة حسب الإحصاء الرسمي للسكان والسكنى لسنة 2004.

## روابط خارجية
- البوابة الوطنية للجماعات الترابية
- المندوبية السامية للتخطيط